# 옥과 나들목
옥과 나들목(Okgwa IC)은 전라남도 곡성군 오산면 연화리에 위치한 호남고속도로의 6번 교차로이다. 나들목 본체는 오산면에 위치하고 있으나, 사실상 옥과면으로 통행하므로 '옥과'라고 정해졌다.

## 연혁
- 1973년 11월 14일 : 호남고속도로 전주 ~ 순천 구간 개통과 함께 통행 개시[1]
- 1995년 4월 1일 : 나들목 구조 입체화 공사로 인해 전라남도 곡성군 오산면 연화리 1.01km 구간을 1.26km로 도로구역 변경[2]

## 구조물 정보
- 위치: 전라남도 곡성군 오산면 연화리
- 영업소: 전라남도 곡성군 오산면 호남고속도로 54

## 접속하는 도로
- 오산로 (국도 제13호선, 국도 제15호선, 국가지원지방도 제15호선, 국가지원지방도 제60호선)
- 옥순로 (국도 제13호선, 국가지원지방도 제60호선)
- 무옥로 (국도 제13호선, 국도 제15호선, 국가지원지방도 제15호선, 국가지원지방도 제60호선)

## 교통량 정보
| 요금소        | 통행량 (대/일) | 통행량 (대/일) | 통행량 (대/일) | 통행량 (대/일) | 통행량 (대/일) | 통행량 (대/일) | 통행량 (대/일) | 통행량 (대/일) | 통행량 (대/일) | 통행량 (대/일) | 각주  |
| 요금소        | 2001년         | 2002년         | 2003년         | 2004년         | 2005년         | 2006년         | 2007년         | 2008년         | 2009년         | 2010년         | 각주  |
| ------------- | -------------- | -------------- | -------------- | -------------- | -------------- | -------------- | -------------- | -------------- | -------------- | -------------- | ----- |
| 옥과 (폐쇄식) | 3,224          | 3,358          | 3,410          | 3,248          | 3,269          | 3,222          | 3,499          | 3,136          | 3,353          | 3,452          | [ 3 ] |
| 요금소        | 2011년         | 2012년         | 2013년         | 2014년         | 2015년         | 2016년         | 2017년         | 2018년         | 2019년         |                | [ 3 ] |
| 옥과 (폐쇄식) | 3,412          | 3,570          | 3,787          | 3,869          | 4,127          | 4,261          | 4,368          | 4,343          | 4,454          |                | [ 3 ] |